# Fatima Whitbread
Fatima Whitbread, född 3 mars 1961 i London, är en brittisk före detta friidrottare (spjutkastare).
Whitbread var med vid det första världsmästerskapet i friidrott 1983 i Helsingfors och slutade där tvåa efter finländskan Tiina Lillak. Vid OS 1984 slutade Whitbread trea. Vid EM i friidrott 1986 vann Whitbread guld efter att ha kastat hela 77,44 meter i kvalet (två meter längre än det då gällande världsrekordet). I finalen kastade hon sen hem guldet med 76,32 meter (östtyskan Petra Felke blev tvåa med 72,52 m). Whitbread vann även VM-guld 1987. Vid OS i Soul 1988 var Whitbread favorit men förlorade guldet till Petra Felke. 